# Musixmatch
Musixmatch és una base de dades musical italiana i una plataforma perquè els usuaris hi puguin cercar lletres de cançons i les seves traduccions. Aquesta plataforma és la més gran del món d'aquest tipus tenint 73 milions d'usuaris (50 milions d'usuaris actius), 14 milions de lletres i més de 80 empleats.

## Descripció
L'aplicació mòbil de Musixmatch reprodueix les lletres sincronitzades amb la cançó que s'està escoltant. Des de la mateixa aplicació es pot escanejar qualsevol cançó de la biblioteca musical de l'usuari, trobar-ne lletres, i utilitzar com a reproductor musical. Al sistema operatiu d'Android suporta i és compatible amb les plataformes de música en línia Spotify, Google Play Music, Deezer, Rhapsody i YouTube. L'empresa també té acords amb Apple Music, Amazon Music, Instagram, Facebook, Cercador de Google i Spotify.
Musixmatch funciona amb un sistema de nivells i plaques que l'usuari obté després de recolectar punts a canvi de contribuir amb lletres, sincronitzacions i traduccions.
Si l'usuari obté suficients punts, s'afilia i està en un nivell alt, té una de les plaques més elevades (Scribbler, Sheriff, Metronome, o Adventurer) i realitza contribucions profitoses i de qualitat, pot optar a fer un examen (Lyric Test) per ser Curador de Lletres. Els usuaris Curadors tenen accés a més característiques i poden arribar a cobrar per les seves contribucions. Per sobre dels Curadors hi ha els Curadors Especialistes (Specialist Curator) i a banda de tenir les mateixes permissions que els Curadors, poden gestionar altres Curadors, tenen més influència i reben premis extres.

## Història
Musixmatch va ser fundat el 2010 a Bolonya per Massimo Ciociola, Gianluca Delli Carri, Valerio Paolini, Francesco Delfino, i Giuseppe Costantino. El 2016 Andrea Gaudenzi va unir-se a l'empresa com a Director d'ingressos, i el gener 2019 va esdevenir Membre de Tauler (Board Member).
Musixmatch va ser llançat el juliol de 2010 i pel gener de 2015 va recaptar 14,1 milions de dòlars americans. Musixmatch té acords amb editorials musicals comEMI Publishing, Warner/Chappell Music, Universal Music Publishing, Sony ATV, Kobalt, Peer Music i Disney Music.
L'empresa proporcionava a Spotify una interfaç de lletres sincronitzades per l'apliació d'ordinador fins que el servei es va interrompre el maig de 2016.
El novembre de 2019, Spotify i Musixmatch van llançar una nova contribució, perquè els usuaris d'Spotify de l'aplicació mòbil poguessin visualitzar les lletres sincronitzades.
El juny de 2019, Musixmatch va llançar una altra contribució, aquest cop, amb Instagram, amb el que es posava abast l'addició de lletres en forma d'sticker a qualsevol història (story) d'Instagram Music.